# Methia robusta
Methia robusta là một loài bọ cánh cứng trong họ Cerambycidae.